# Первому игроку приготовиться (роман)
«Первому игроку приготовиться» (англ. Ready Player One) — научно-фантастический роман сценариста Эрнеста Клайна. Книга была опубликована издательством Random House 16 августа 2011 года. В 2012 году роман был удостоен премии «Alex Award» от американской Ассоциации услуг юношеских библиотек и премии «Прометей». Первый русский перевод книги — выполненный Евгенией Алексеевой — вышел в 2013 году в издательстве «АСТ». К 2018 году русский перевод выдержал четыре переиздания. 
В 2018 году по мотивам книги была выпущена киноэкранизация.
Выход сиквела под названием «Второму игроку приготовиться» состоялся 24 ноября 2020 года.

## Сюжет
2045 год, мир в руинах. Из-за Великой рецессии мировая экономика находится в состоянии спада и стагнации, ощущается глобальный дефицит ресурсов. В то же время интернет и игровая культура достигли небывалых высот, получив такое творение, как ОАЗИС — Онтологический антропоцентрический зрительно-иммерсивный симулятор — многопользовательская онлайн-игра, созданная Джеймсом Холлидеем и Огденом Морроу.
Холлидей перед смертью оставляет завещание, согласно которому он заложил в игру три ключа и «пасхалку». Отыскав их и пройдя сквозь лабиринты ОАЗИСа, игрок получит все его многомиллиардное состояние. Битва за главный приз начинается сразу после оглашения завещания, однако спустя несколько лет никто так и не смог найти первую подсказку. Гениальный разработчик был помешан на культуре 1980-х гг., что заставляет Охотников за пасхальным яйцом Холлидея (так называемые «пасхантеры») буквально учить наизусть фильмы, сериалы, песни, события того времени в надежде, что это поможет разгадать головоломки. Пасхантерам противостоит крупнейший в мире глобальный конгломерат связи и интернет-провайдер Innovative Online Industries (IOI), целью которого является захват ОАЗИСа.

## Персонажи
- Parzival («Парсифаль»)/Уэйд Алекс Уоттс — главный герой, бедный сирота из «стеков» на окраине Оклахомы. Его персонаж в ОАЗИСЕ носит имя Parzival в честь одного из рыцарей круглого стола короля Артура Парсифаля, который прославился своими поисками Святого Грааля. Так же как и мифический герой, Уэйд посвящает свою жизнь поискам «пасхалки», дабы вырваться из окружающей его жестокой реальности. Клайн сделал образ Уэйда комбинацией самого себя и его друзей по интересам. Его аватар похож на самого главного героя в реальной жизни, но, по словам Уэйда, он убрал многие недостатки своего реального тела. Как и многие пасхантеры, Уэйд презирает «шестёрок» и самого Нолана Сорренто. Поначалу Парсифаля лишь деньги мотивируют победить в Охоте. Уэйд ради «пасхалки» готов лишиться даже личной жизни. Обладает знаниями латинского языка.
- Aech («Эйч»)/Хелен Харрис — лучший друг Уэйда, товарищ и соперник в поисках «пасхалки». Они встретились вне ОАЗИСа только спустя несколько лет их дружбы, и их встреча была полна неожиданностей, так как Эйч оказывается девушкой. Несмотря на пол лучшего друга Уэйда, Парсифаль решает, что это никак не помешает их дружбе. Хелен предпочитает говорить о себе в ОАЗИСе в мужском роде. Эйч рассказывает, что является лесбиянкой, за что была выгнана своей матерью из дома. Хелен имеет привычку давать всем свои прозвища, состоящие из одной буквы (поэтому она называет себя Эйч (H), а Уэйда Си (C)). Эйч частично был основан на друге Клайна, кинокритике Гарри Ноулзе.
- Art3mis («Артемида»)/Саманта Эвелин Кук — известный блогер и Охотник за «пасхалкой». Уэйд влюбляется в Артемиду, и это мешает им заниматься поисками. Артемида решает, что для исполнения их мечты им не стоит общаться. У Саманты на лице есть большое родимое пятно, которого она стыдится (поэтому на аватаре Артемиды пятна нет, хоть её аватар и почти не отличается от реального тела Саманты). Артемиду движут благие цели: она желает помочь человечеству справиться с нищетой благодаря многомиллиардному состоянию Холлидея.
- Daito и Shoto («Дайто» и «Сёто»)/Тосиро Ёсиаки и Акихидэ Карацу — японские пасхантеры, вместе занимающиеся поисками «пасхалки», вошли в пятерку Табло наряду с Parzival, Aech и Art3mis. Тосиро и Акихидэ создали свои псевдонимы в честь дайсё (дуэт Тосиро и Акихидэ называют тоже «Дайсё»).
- Нолан Сорренто/IOI-#655321 — руководитель оперативного отдела Innovative Online Industries, главный враг и противник Охотников. Был назван в честь Нолана Бушнелла. Его аватар одет в дорогой пиджак с металлическим значком с буквами IOI, брюки и галстук и выглядит точно так же, как и Сорренто в реальной жизни. Нолан имеет привычку первым получать ключи Анорака и проходить испытания. Сорренто готов пойти на любые меры ради получения состояния Холлидея, в том числе нарушить закон.
- Anorak («Анорак»)/Джеймс Донован Холлидей — создатель ОАЗИСа и кумир многих пасхантеров. По некоторым данным его персонаж основан на личностях Говарда Хьюза и Ричарда Гэрриота. Джеймс с детства увлекался программированием, видеоиграми, аркадными игровыми автоматами, культурой 1980-х гг. и настольной игрой Dungeon & Dragons. Холлидей получил своё прозвище «Анорак» за одним из матчей в D&D: его так назвала Кира и имя понравилось Джеймсу. В романе упоминается, что Холлидей был очень замкнутым в себе и имел лёгкую форму аутизма. Любимая музыкальная группа Джеймса — Rush (она не раз упоминалась в романе)[8][9].
- Og («Ог»)/Огден Морроу — один из создателей ОАЗИСа и лучший друг Джеймса Холлидея. Он является одним из немногих людей в мире, кто богат и может позволить себе роскошь, недоступную большинству. Несмотря на это, он скромен, уважает игру своего покойного друга и охоту за «пасхалкой». Морроу готов помогать главным героям в достижении цели. Огден был более социализирован, чем его лучший друг, поэтому все проекты представлял публике именно Морроу. Женат на Leucosia/Кире, в которую был влюблён Холлидей. Этот факт, предположительно, стал причиной прекращения их дружбы и общения. Живёт в огромном особняке, находящемся в горах Орегона, который в точности скопирован с Ривенделла из вселенной «Властелина колец». Отношения Огдена с Холлидеем были основаны на отношениях Стива Джобса и Стива Возняка.

## Экранизация
Warner Bros. в июне 2010 года приобрела права на экранизацию романа Эрнеста Клайна «Первому игроку приготовиться». В марте 2015 года стало известно, что режиссёром фильма стал Стивен Спилберг.
Также вышла игра Oasis.